# Venta de Baños
Venta de Baños is een gemeente in de Spaanse provincie Palencia in de regio Castilië en León met een oppervlakte van 14,25 km². Venta de Baños telt 6.453 inwoners (1 januari 2016).
Het dorp is genoemd naar een herberg (venta) in de nabijheid van het dorp Baños de Cerrato. Het dorp is ontstaan omstreeks 1860 door de spoorlijn: er was vroeger namelijk een belangrijk spoorwegknooppunt. De treinen van Miranda de Ebro naar Monforte de Lemos v.v. moesten hier kopmaken. Reizigers van/naar Valladolid, 35 km zuidelijker, moesten in Venta overstappen. Sedert 1989 is er een doorgaand spoor ten noorden van Venta. De sneltreinen Miranda-Monforte komen dus niet meer in Venta de Baños en reizigers van/naar Valladolid stappen nu in Palencia over.

## Demografische ontwikkeling
Bron: INE, 1857-2011: volkstellingen